# Tama Maribu
Tama Maribu – tama nieopodal starożytnego miasta Marib w dzisiejszym Jemenie zbudowana w III tysiącleciu p.n.e. w celu ujęcia wody z okresowej rzeki Wadi Adana. Tama miała długość ok. 680 metrów, zbudowana w formie nasypu ziemnego wzmocnionego kamieniami i zaprawą murarską. W skale wapiennej na obu krańcach tamy zbudowane zostały murowane wypusty, przez które zasilane były kanały nawadniające odpowiednio tzw. oazę północną (4300 ha) i oazę południową (5300 ha). Szacuje się, że zbiory z obu oaz pozwalały na wyżywienie około 50 tys. osób. Największy rozkwit oaz przypada na koniec I tysiąclecia p.n.e. W pierwszych wiekach naszej ery, wraz z upadkiem znaczenia Marib, tama zaczęła niszczeć ze względu na brak bieżącej konserwacji. Ostateczne zniszczenie zapory miało miejsce w VI wieku w wyniku powodzi.